# 巴地尔
巴地尔（阿拉伯语：بتير），或译巴蒂尔，是巴勒斯坦約旦河西岸地區的一个村庄，位于伯利恒以西6.4千米，人口约4,000人。它在2014年以“巴勒斯坦：橄榄与葡萄藤之地——耶路撒冷南部拜提尔的文化景观”的名义列入联合国教科文组织世界文化遗产名录。其历史可以追溯至2世纪的一个犹太堡垒，现在还保留着罗马时代的灌溉设施。但现代的巴蒂尔是奥斯曼帝国统治时期才成型的。